# Gerhart Weise
Gerhart Weise (* 15. Juni 1913 in Dresden; † wahrscheinlich vor dem 10. Oktober 1945) war ein deutscher Journalist und Mitarbeiter von Joseph Goebbels für den Bereich der Auslandspropaganda.

## Leben
Gerhart Weise war Sohn des Lehrers Bruno Weise (* 1883) und dessen Frau Margarethe (* 1891, geborene Hoffmann).
Sein Vater leistete Kriegsdienst im Ersten Weltkrieg; er wurde 1917 für vermisst und 1918 für tot erklärt. Gerharts Mutter nahm eine Stelle als Bezirkspflegerin in Meißen an.
1927 wurde Weise auf dem traditionsreichen St. Afra-Gymnasium aufgenommen.
Im Oktober 1929 versuchte er, als Schwarzfahrer nach Hamburg und von dort aus als blinder Passagier in die USA zu gelangen.  Sein Steckbrief war vor ihm in Hamburg; er wurde dort festgenommen und zurückgeschickt. Danach wurde er vom St. Afra-Gymnasium verwiesen und ging auf das Realgymnasium Meißen. Am 1. Mai 1930 wurde er in den NS-Schülerbund aufgenommen; im Januar 1932 trat er auf Druck seiner Mutter aus diesem aus.
Vom 24. April 1933 bis zum 25. Juni 1934 absolvierte Weise ein Volontariat bei der Tageszeitung Dresdner Anzeiger. Danach schrieb er für die Tageszeitungen Das 12 Uhr Blatt, Die HJ und Der Angriff sowie für die Wochenzeitung Das Reich neben Artikeln zu „entarteter Kunst“ auch Filmkritiken im Sinne des Nationalsozialismus und diente kurzzeitig bei der Wehrmacht. Ab dem 16. April 1940 war er Uk gestellt, da er im Interesse der Auslandspropaganda für Goebbels „an der Heimatfront unabkömmlich“ war. Im geheimen, Goebbels unterstellten Propagandabüro Schwarz van Berk bestand seine Aufgabe in der Desinformation alliierter Kriegsgegner durch Lancieren von NS-freundlichem Material in der Auslandspresse, das dann im Reich als kritische Stimmen des Auslands zitiert werden konnte. Weise lernte im Propagandaministerium seine spätere Frau Eva Müller (Tochter des Velberter Oberstudiendirektors Dr. Julius Müller) kennen. Sie war dort Vorzimmerdame der Abteilung VII Ausland A, die Ministerialdirigent Heinrich Hunke unterstand. Die beiden heirateten am 30. August 1941; Trauzeuge war Karl-Georg Baron von Stackelberg.
Am 14. Oktober 1941 notierte Goebbels in seinem Tagebuch: „Weise schreibt eine Broschüre über den englischen Luftkrieg. Sie ist vor allem für das neutrale Ausland berechnet und wird ihre Wirkung nicht verfehlen.“ Weiterhin arbeitete Weise für die Reichsfilmdramaturgie und für die UFA. Er war Ghostwriter für den Bestseller des U-Boot-Kapitäns Werner Hartmann Feind im Fadenkreuz. U-Boot auf Jagd im Atlantik, die von Goebbels überaus geschätzte U-Boot-Propaganda. Weise war auch Koautor des letzten NS-Propagandafilms Das Leben geht weiter.
Für den Tod durch Suizid seines Freundes, des Karikaturisten Erich Ohser alias E. O. Plauen, trägt Weise eine Mitverantwortung, da er in einer auf den 7. März 1944 datierten Aktennotiz die Glaubwürdigkeit der Denunziationen des Nachbarn von E. O. Plauen, Hauptmann Bruno Schultz, bestätigte und schrieb, sie würden „den Tatsachen entsprechen“. Das Todesurteil gegen Ohser wäre danach reine Formsache gewesen.
Weise selbst wurde vier Monate nach Kriegsende, am 21. September 1945, von Agenten der sowjetischen Geheimpolizei NKWD abgeholt und blieb seither verschwunden. Weises Ehefrau versuchte vergeblich, den von der Roten Armee eingesetzten Bürgermeister und früheren Kollegen ihres Mannes, Ernst Lemmer, zu einer Intervention bei der Militäradministration zu bewegen. Laut den Recherchen von Weises Tochter, der Historikerin und Literaturwissenschaftlerin Eva Züchner, starb ihr Vater noch vor dem 10. Oktober 1945, vermutlich an Diphtherie.